# Franz Beckenbauer

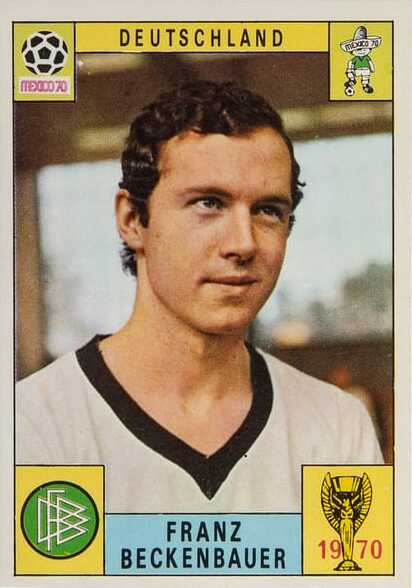
Beckenbauer in 1970

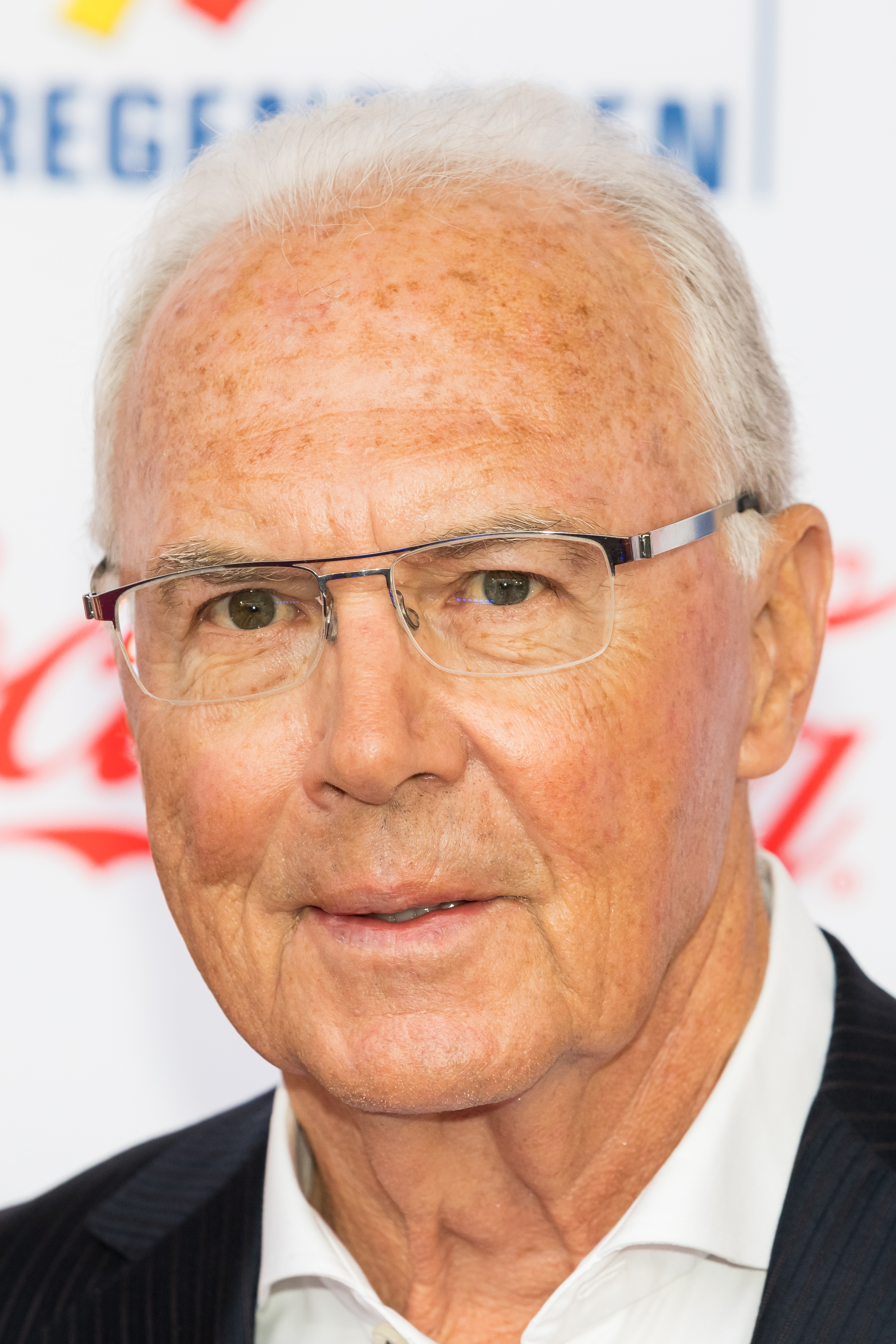
Beckenbauer in 2019

Franz Anton Beckenbauer (München, 11 september 1945 – Salzburg, 7 januari 2024) was een Duits voetballer, voetbaltrainer en sportbestuurder. Hij wordt gerekend tot de beste voetballers aller tijden.  
Als speler van Bayern München won hij driemaal de Europacup I. In 1974 was hij de aanvoerder van het West-Duitse nationale elftal dat wereldkampioen werd. In 1990 won hij met West-Duitsland ook de wereldbeker als bondscoach. In 1972 en 1976 won hij de Ballon d'Or. Beckenbauer was een van de vicepresidenten van de Duitse voetbalbond en was voorzitter en erevoorzitter van FC Bayern München. Verder was hij voorzitter van de organisatie van het wereldkampioenschap voetbal 2006 in Duitsland. Vanwege zijn heersende aanwezigheid op het veld kreeg hij de bijnaam Der Kaiser. 

## Carrière

### Voetballer
Franz Beckenbauer werd in 1945 geboren als zoon van een postbeambte. Hij groeide op in een Jezuïeten-internaat in Ingolstadt, en begon te voetballen bij SC 1906 München. In 1958 verhuisde hij naar de grootste club van München: TSV 1860 München. Na een vechtpartijtje met een tegenstander verhuisde hij naar FC Bayern München, de tweede club van de stad. Nog voor zijn twintigste verjaardag debuteerde hij in het eerste elftal van Bayern, toen nog spelend in de tweede liga (een regionale competitie), met een doelpunt. In 1965 promoveerde hij met Bayern van de regionale liga naar de Bundesliga. Daar wonnen Bayern en Franz vier landstitels en vier Duitse bekers.
Op 20-jarige leeftijd (1965) debuteerde hij in het West-Duitse elftal. Op het WK voetbal 1966, in Engeland, viel hij op op de plaats die hij sindsdien steeds bezette: die van verdedigende middenvelder. In de finale moest hij het opnemen tegen aanvaller Bobby Charlton. Analisten zeggen achteraf dat Duitsland die finale verloor, omdat Beckenbauer werd ingezet als mandekker van Charlton, in plaats van als spelverdeler. Hij was toen 20. Ook in 1970, Mexico fungeerde hij niet als spelverdeler en won Duitsland niet. Vanaf het EK 1972 was hij aanvoerder. Hij zou uiteindelijk 103 wedstrijden voor Duitsland spelen en 14 keer scoren.
In 1974 volgde het succes in de finale tegen Nederland. Duitsland werd door een 2-1-overwinning voor de tweede keer wereldkampioen. Beckenbauer nam deel aan drie WK's: 1966, 1970 en 1974.
In 1977 stapte Beckenbauer na 13 jaar Bayern München over naar de New York Cosmos in de Verenigde Staten. Hij werd daar driemaal landskampioen (1977, 1978, 1980). In de periode 1980 - 1982 speelde hij bij Hamburger SV. Hier eindigde zijn voetballoopbaan met een vijfde landstitel. In de zomer van 1983 ging hij nog eenmaal terug naar de New York Cosmos.
Beckenbauer speelde 424 wedstrijden in de Bundesliga, waarvan 396 voor Bayern (44 doelpunten), en 28 voor Hamburger SV (0 doelpunten).
'De Keizer' werd herhaaldelijk Duits voetballer van het jaar (1966, 1968, 1974 en 1976) en Europees voetballer van het jaar (1972, 1976).

### Zanger
Beckenbauer maakte in de jaren zestig gebruik van zijn populariteit door kortstondig een zangcarrière te beproeven. In 1966 bracht hij het liedje Du allein op single uit, met op de B-kant Gute Freunde. Dit laatste liedje werd een groot succes toen Duitsland tweede was geworden bij het WK 1966. Zijn tweede single Du bist das Glück, met als B-kant 1:0 für die Liebe, was geen succes. Daarna concentreerde Beckenbauer zich verder enkel op het voetbal.

### Trainer
Tweemaal was Beckenbauer interim-trainer van Bayern München. In 1994, toen hij ook president was, haalde hij het landskampioenschap.
In 1984 werd hij bondstrainer ('Teamchef') van het Duitse elftal en leidde het team in 1990 (Italië) naar de derde wereldtitel. Hij werd derhalve zowel als voetballer en als trainer wereldkampioen.

### Sportbestuurder
Van 1994 tot 2009 was hij president van FC Bayern München. Daarna was hij erepresident. Verder was Beckenbauer voorzitter van het comité dat het WK voetbal 2006 naar Duitsland haalde. Vervolgens werd hij directeur van de organisatie van het toernooi. De Duitse voetbalbond DFB wilde hem in 2007 voordragen als president van de UEFA.

### WK voetbal 2006
Nadat Beckenbauer behoorde tot de initiatiefnemers om het wereldkampioenschap voetbal 2006 naar Duitsland te halen, verrichtte hij op 9 december 2005 met andere voormalige topvoetballers de loting in Leipzig. Tijdens dit WK voetbal bezocht Beckenbauer 56 van de 64 wedstrijden. Tijdens dit drukke schema liet hij zich vaak per helikopter van wedstrijd naar wedstrijd vliegen.

#### Corruptiezaak
Justitie in Zwitserland opende in 2015 een onderzoek naar de financiële gang van zaken bij de toewijzing van het WK voetbal 2006. Beckenbauer werd net als drie andere Duitsers verdacht van fraude en witwassen en moest in 2017 een verklaring afleggen. Hij zou in 2005 een bedrag van circa 9,7 miljoen euro hebben overgemaakt aan Mohamed Bin Hammam, die destijds deel uitmaakte van het uitvoerend comité van de FIFA en levenslang geschorst is. Beckenbauer heeft altijd ontkend dat hij zich schuldig had gemaakt aan omkoping. In 2020 werd bekendgemaakt dat de zaak inmiddels verjaard was en dat Beckenbauer niet vervolgd zou worden.

## Privé
Beckenbauer kreeg vier zonen en een dochter. In november 2004 scheidde hij van zijn tweede echtgenote. Zijn zoon Stephan speelde in 1992/1993 bij 1. FC Saarbrücken in de Bundesliga. Tijdens het WK 2006 trouwde Beckenbauer in Oostenrijk met zijn voormalig secretaresse, zijn derde echtgenote. Hij verloor op 1 augustus 2015 zoon Stephan aan de gevolgen van een hersentumor. Franz Beckenbauer overleed in 2024 op 78-jarige leeftijd.
Beckenbauer richtte de Franz Beckenbauer Stichting op ter ondersteuning van behoeftigen.

## Erelijst
Als speler
 Bayern München
- Europacup I: 1973/74, 1974/75, 1975/76
- Europacup II: 1966/67
- Wereldbeker voor clubteams: 1976
- DFB-Pokal: 1965/66, 1966/67, 1968/69, 1970/71
- Bundesliga: 1968/69, 1971/72, 1972/73, 1973/74

 New York Cosmos
- North American Soccer League: 1977, 1978, 1980

 Hamburger SV
- Bundesliga: 1981/82

 West-Duitsland
- UEFA EK: 1972
- FIFA WK: 1974

Als trainer
 West-Duitsland
- FIFA WK: 1990

 Olympique Marseille
- Ligue 1: 1990/91

 Bayern München
- Bundesliga: 1993/94
- UEFA Cup: 1995/96